# Kristijan Krajček
Kristijan Krajček (* 1. Oktober 1993 in Osijek, Kroatien) ist ein kroatischer Fußballspieler.

## Karriere
Kristijan Krajček erlernte das Fußballspielen in den Jugendmannschaften von NK Croatia Đakovo und NK Naftaš HAŠK Zagreb in Kroatien. Bei NK Naftaš unterschrieb er 2012 auch seinen ersten Vertrag. Der Verein aus der kroatischen Hauptstadt Zagreb spielte in der zweiten Liga des Landes. Bis August 2018 spielte er 21-mal für Zagreb. Über die unterklassigen Vereine NK Croatia Đakovo und NK BSK Bijelo Brdo wechselte er im August 2016 zum Zweitligisten NK Hrvatski dragovoljac. Für den ebenfalls in Zagreb beheimateten Zweitligisten stand der 31-mal auf dem Spielfeld. Bevor er 2019 nach Singapur wechselte, spielte er noch bei den kroatischen Vereinen NK Marsonia Slavonski Brod, NK Brežice 1919 sowie seinem ehemaligen Klub NK BSK Bijelo Brdo. 2019 unterschrieb er einen Vertrag bei Balestier Khalsa. Der Verein spielte in der ersten singapurischen Liga, der Singapore Premier League. Hier stand er drei Jahre unter Vertrag. Für Khalsa absolvierte er 47 Erstligaspiele und schoss dabei 14 Tore. Im Januar 2022 wechselte er zum Ligakonkurrenten Hougang United. Am 19. November 2022 stand er mit Hougang im Finale des Singapore Cup. Das Finale gegen die Tampines Rovers gewann man mit 3:2. Hierbei schoss er alle drei Tore für Hougang.

## Erfolge
Hougang United
- Singapore Cupsieger: 2022